# Gare de Bois-de-Céné
La gare de Bois-de-Céné est une ancienne gare ferroviaire française de la ligne de Nantes-État à La Roche-sur-Yon par Sainte-Pazanne, située dans le quartier de La Gare sur le territoire de la commune de Bois-de-Céné dans le département de la Vendée en région Pays de la Loire.
Elle est mise en service en 1878 par l'Administration des chemins de fer de l'État et fermée, sans doute dans les années 1970, par la Société nationale des chemins de fer français (SNCF).

## Situation ferroviaire
Établie à 23 mètres d'altitude, la gare de Bois-de-Céné est située au point kilométrique (PK) 47,470 de la ligne de Nantes-État à La Roche-sur-Yon par Sainte-Pazanne (section en service à voie unique), entre les gares de Machecoul (ouverte) et de La Garnache (fermée).
Ancienne gare de croisement, elle ne dispose plus que du passage de la voie unique.

## Histoire
La station de Bois-de-Céné est mise en service le 30 décembre 1878 par l'Administration des chemins de fer de l'État, lorsqu'elle ouvre à l'exploitation la section de Machecoul à Challans. Les installations de la gare ont été construites par la Compagnie des chemins de fer nantais, qui a été chargée de finir les travaux bien que sa ligne d'intérêt local ait été reprise par l'État et incorporée dans le réseau des lignes d'intérêt général par la loi du 18 mai 1878. 
Lors de son ouverture, la station dispose d'installations suivant un modèle type utilisé également par la compagnie pour les stations de La Garnache, Soullans, Saint-Maxent, Coex et La Génétouse. Cela comprend : un bâtiment voyageurs, y compris les servitudes adjacentes, types à deux ouvertures. C'est un bâtiment en maçonnerie à un étage, avec des ouvertures en briques ou pierre calcaire d'une surface au sol de 71,30 m2 ; une halle aux marchandises en bois avec un soubassement en maçonnerie, disposant d'une surface couverte de 88 m2 (11 m x 8 m) ; de quais de chargement réalisés par un terre-plein entouré de murs d'une surface de 200 m2 (25 m x 8 m) ; de trottoirs (quais) avec bordures en bois de chêne, d'une longueur totale de 100 m ; d'un puits à treuil sans couverture ; d'un revêtement en macadam sur les cours d'arrivée et des abords ; et d'accessoires et divers.
En 1957, la station figure, avec une voie d'évitement, dans le carnet de profil, région Ouest, de la SNCF.

## Patrimoine ferroviaire
Le bâtiment voyageurs, désaffecté du service voyageurs.